# East River Sheet Harbour
East River Sheet Harbour är ett vattendrag i Kanada.   Det ligger i provinsen Nova Scotia, i den östra delen av landet, 1 000 km öster om huvudstaden Ottawa.
Runt East River Sheet Harbour är det mycket glesbefolkat, med 2 invånare per kvadratkilometer.